# Greatest Hits (álbum de Alice in Chains)
Greatest Hits es un álbum recopilatorio de los grandes éxitos de la banda de grunge estadounidense Alice in Chains lanzado el 24 de julio de 2001 por Columbia Records. Constituye el segundo álbum compilatorio después de Nothing Safe: Best of the Box, y le fue otorgado por la RIAA la certificación de disco de Oro

## Lista de canciones
1. "Man in the Box" (Cantrell/Kinney/Staley/Starr) – 4:47
2. "Them Bones" (Cantrell) – 2:30
3. "Rooster" (Cantrell) – 6:15
4. "Angry Chair" (Staley) – 4:48
5. "Would?" (Cantrell) – 3:28
6. "No Excuses" (Cantrell) – 4:15
7. "I Stay Away" (Cantrell/Inez/Staley) – 4:14
8. "Grind" (Cantrell) – 4:46
9. "Heaven Beside You" (Cantrell/Inez) – 5:29
10. "Again" (Cantrell/Staley) – 4:05

## Posición en las listas de éxito
| Lista (2001)     | Posición |
| ---------------- | -------- |
| US Billboard 200 | 112      |